# Chuzelles
Chuzelles este o comună în departamentul Isère din sud-estul Franței. În 2009 avea o populație de 2.055 de locuitori.

## Evoluția populației
| An        | 1975  | 1982  | 1990  | 1999  | 2006  | 2009  |
| --------- | ----- | ----- | ----- | ----- | ----- | ----- |
| Populație | 1.017 | 1.209 | 1.681 | 1.958 | 2.040 | 2.055 |